# Le Jardin des Mathurins, Pontoise
Le Jardin des Mathurins, Pontoise (Nederlands: De tuin van de Mathurins, Pontoise) is een schilderij van de Franse impressionistische kunstschilder Camille Pissarro, olieverf op doek, 113,4 × 165,4 centimeter groot, gemaakt in 1876. Het schilderij bevindt zich momenteel in de collectie van het Nelson-Atkins Museum of Art te Kansas City (Missouri).

## Context
Tijdens de eerste grote impressionistententoonstelling werd Pissarro wel zijn voorliefde voor het schilderen van groenten en gewassen verweten, daar waar bloemen volgens critici toch zo veel meer mogelijkheden boden om kleuren en licht tot hun recht te laten komen. Klaarblijkelijk trok hij zich deze kritiek aan, want enige tijd later zou ook hij diverse bloementuinen schilderen, in een stijl die doet denken aan Claude Monet. Met name in 1876 en 1877 schilderde hij een aantal tuintaferelen in zijn toenmalige woonplaats Pontoise, nabij Parijs. Le Jardin des Mathurins, Pontoise is hiervan een treffend voorbeeld, waarmee hij bij uitstek zijn grote veelzijdigheid laat zien. Na 1877 zou hij het thema van de bloementuinen alweer snel verlaten en zich richten op een breed scala aan andere onderwerpen.

## Afbeelding
Le Jardin des Mathurins, Pontoise is geschilderd in de zorgvuldig bijgehouden tuin van de feministisch geëngageerde bourgeoisschrijfster Marie Desraimes (1828-1894), een goede vriendin van Pissarro. Beiden waren politiek progressieve denkers en voerden intensieve salondiscussies met elkaar, vaak radicale standpunten innemend. Van de vrouw in het midden van het schilderij wordt aangenomen dat het Marie Desraimes zelf is. Ze kijkt in een zilver-glazen bal, die de toekomst symboliseert. Het door Pissarro geschetste beeld lijkt echter vooral gericht op het momentane. Het is een mooie zomerse dag. De sfeer is rustig, ontspannen als op een zondagmiddag, in een wereld die nooit zal veranderen.
Pissarro stond erom bekend vaak te schilderen vanuit verholen hoekjes en waarschijnlijk heeft hij dat ook hier gedaan. Het lijkt of hij de vrouw vanuit afstand heimelijk bespiedt, waarmee een gevoel van intimiteit ontstaat.
De uitwerking is verder typisch impressionistisch: via korte levendige stroken en het gebruik van felle complementaire kleuren wordt een harmonische compositie gecreëerd. Kenmerkend voor Pissarro is de divisionistische techniek, waarvan hij een der eersten was die deze gebruikte. Kleurrijke schaduwen en helder zonlicht wisselen elkaar op speelse wijze voortdurend af. Accenten komen vooral van de bloemen. De geraniums links van het pad zijn geschilderd in puur, ongemengd vermiljoenrood, recht uit de tube. Het strak vorm gegeven herenhuis rechts biedt een soort van menselijk tegenwicht voor de natuurlijke elementen in de tuin, hoe die aangelegd ook zijn.
Le Jardin des Mathurins, Pontoise werd tentoongesteld op de derde grote impressionistententoonstelling in 1877. In de zomer van 1877 schilderde Pissarro nog twee schilderijen in dezelfde tuin, in staand formaat.

## Twee andere tuinschilderijen, 1877

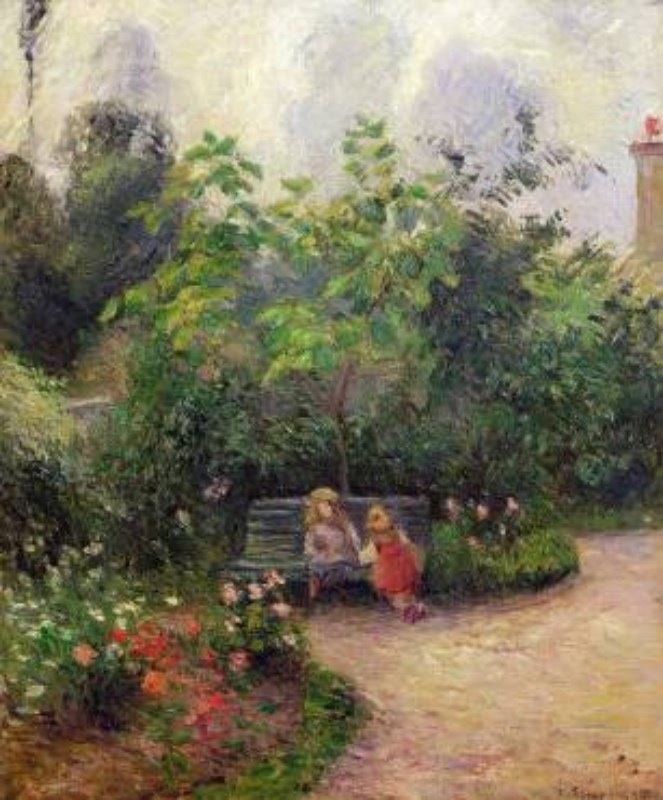
Coin de jardin, Pontoise
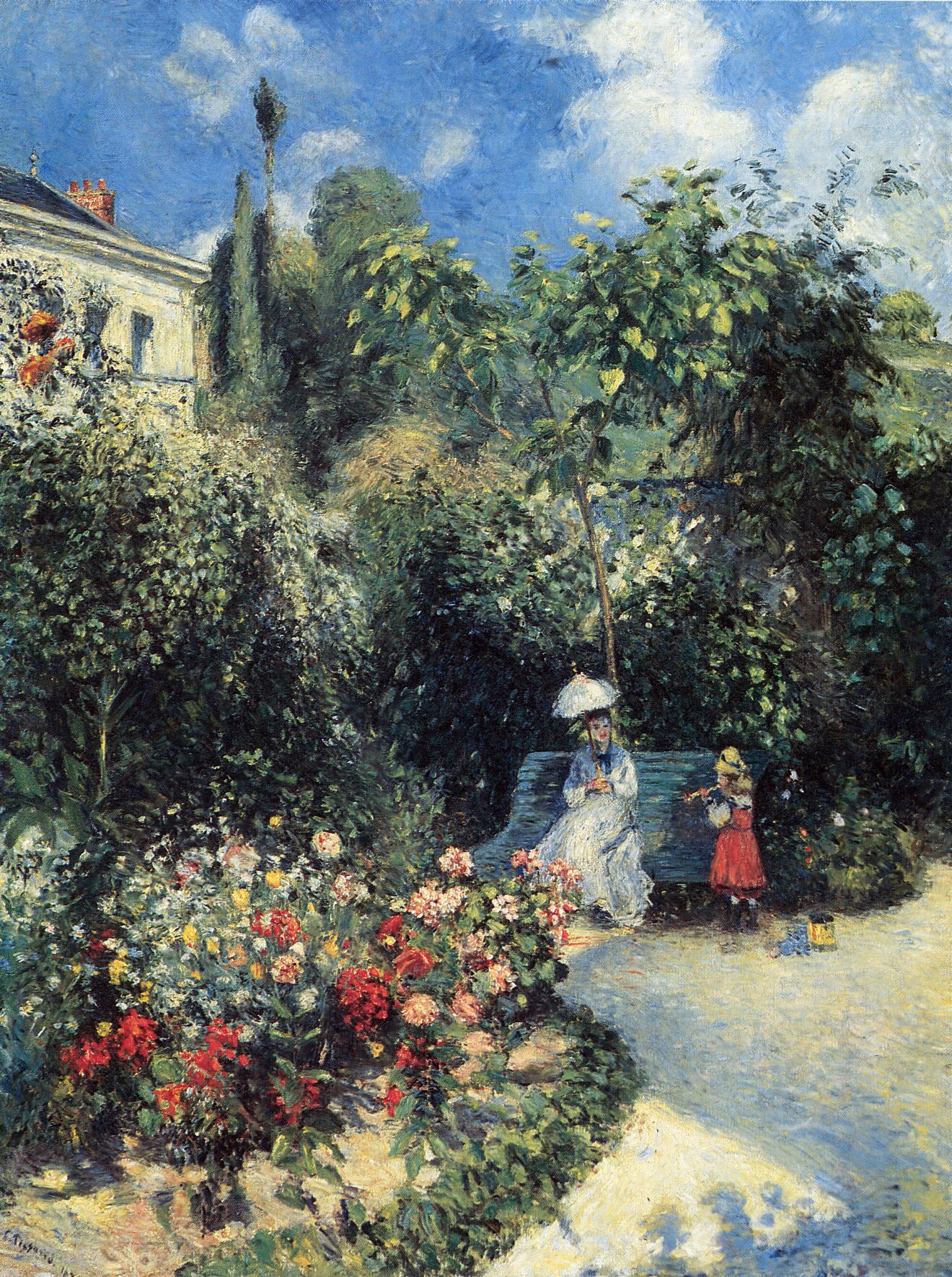
Le Jardin à Pontoise